# Песец (село)
Песец (укр. Песець) — село в Новоушицком районе Хмельницкой области Украины.
Население по переписи 2001 года составляло 994 человека. Почтовый индекс — 32625. Телефонный код — 3847. Занимает площадь 2,969 км². Код КОАТУУ — 6823387501.
Село известно тем, что в нем во время Великой Отечественной войны (13 июля 1941) совершил свой подвиг Дмитрий Романович Овчаренко.

## Местный совет
32625, Хмельницкая обл., Новоушицкий р-н, с. Песец